# Rostorp
Rostorp är ett delområde som har mestadels villor belägen i stadsdelen Kirseberg i Malmö. 
Området består av egnahemsbebyggelse från 1923–1925. Det ligger väster om Östra Fäladsgatan, omgivet av Kirsebergsstaden. Längs Lundavägen ligger u-formade trevåningshus med öppna gårdar mot egnahemsområdet. Området är karaktärsfullt med arkitektoniska och socialhistoriska värden. De stora trädgårdarna och den öppna platsen bäddar in hela området i mjuk grönska.
I området finns Rostorps förskola. Det nu nedlagda fängelset Anstalten Rostorp låg inom det tidigare nedlagda mentalsjukhuset Östra Sjukhuset öster om villaområdet.

## Rostorpsgården

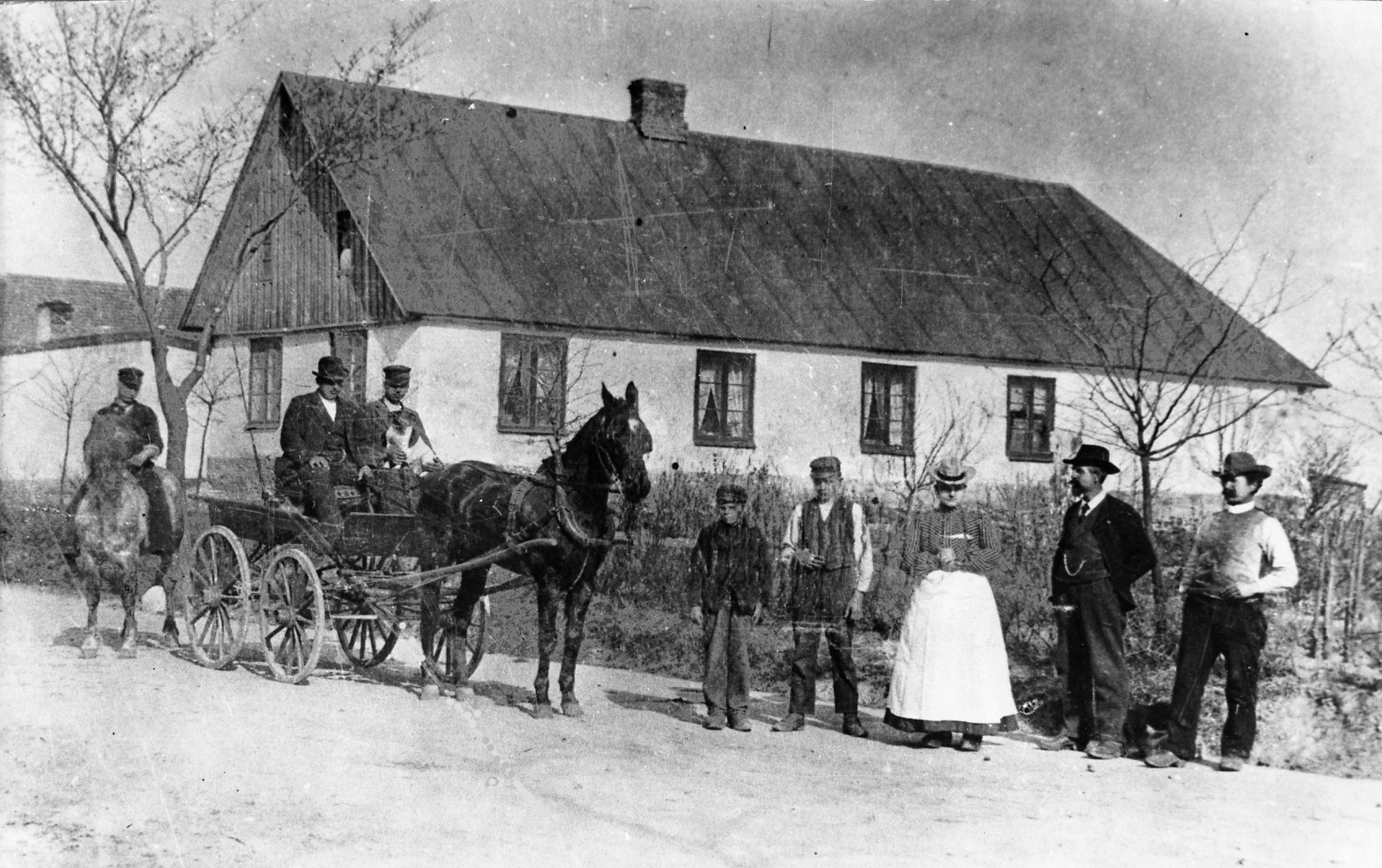
Rostorpsgården vid Lundavägen omkring år 1915. Anders t.h. och Lovisa Rosander i gavelluckan. Slaktare Wilhelm Andersson med hustru står bredvid Anders.

Egnahemsområdet gavs namnet Rostorp av stadsingenjören Erik Bülow-Hübe efter gården Rostorp, som revs 1932. Gården låg egentligen utanför kvarteret Rostorp, mitt i den nuvarande körbanan mot Segevång. Gården hette ursprungligen Väktaregården, då en av stadens väktare bodde där. Den gavs namnet Rostorpsgården av åkaren Anders Nilsson Rosander, som köpte gården 1895. Han drev handelsträdgård på marken, som arrenderades av staden.

## Föreningen Rostorps Egna Hem
Föreningen bildades den 18 november 1922 av 26 intresserade boende vid Värnhemstorget. En självutnämnd kommitté under ledning av Frans Johan Rosenberg hade arbetat för att bygga egna hem på koloniområdet Ellstorp. Stadsingenjören Erik Bülow-Hübe föreslår i stället gården Rostorps mark. I köpekontrakten, som är lika för Rostorp och Håkanstorp, specificeras noga hur husen får dimensioneras och placeras på tomten. 
I kontrakten står bl.a.:

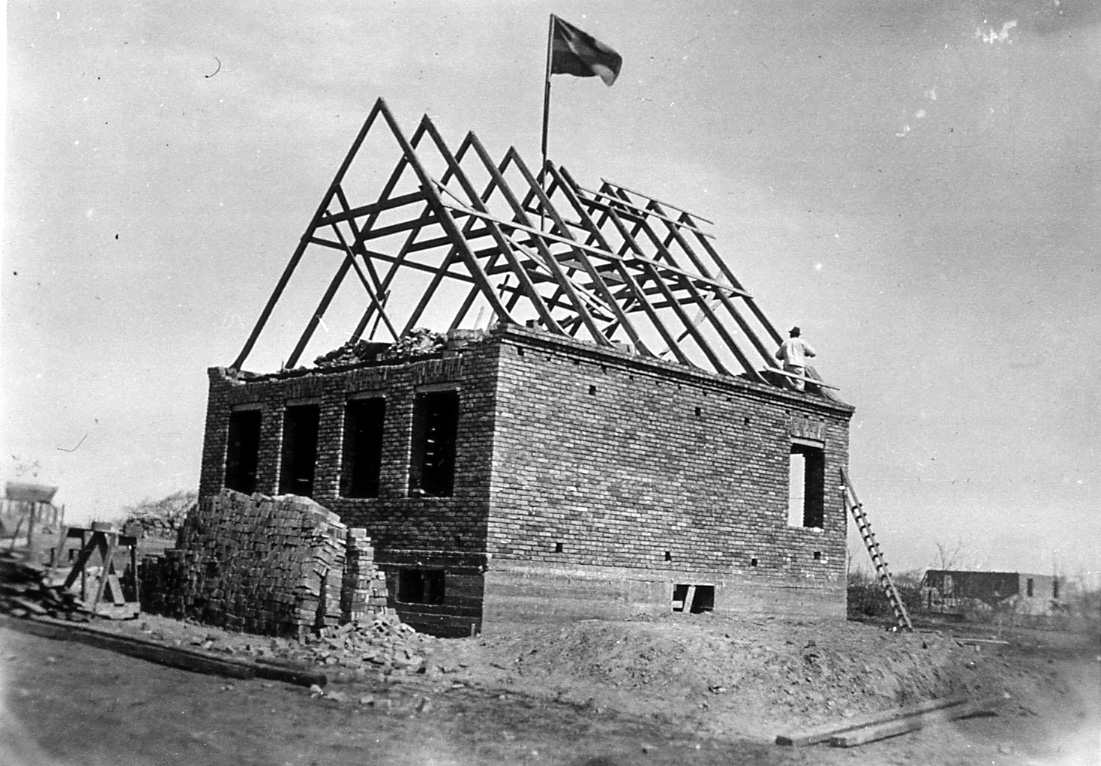
Sävstaholmsgatan 5 1923, Rosenbergs hus.

— Inom området får icke uppföras hus, avsedda för mer än en eller i särskilda fall högst två familjer. — … får … icke innehålla mer än en våning, förutom källare och vind, vilken senare dock må inredas till boningsrum.
Varje nybyggare var sin egen byggherre och ansvarig för sina inköp via de gemensamma avtalen och styrelsen arbetade hårt för gemensamma inköp. Hösten 1923 var ca 125 hus byggda.
Alla protokoll och brevväxlingar från 1922 till i dag finns bevarade tillsammans med ett stort fotoarkiv.